# Templo y Exconvento de San Juan Bautista de Yecapixtla
El Templo y Exconvento de San Juan Bautista de Yecapixtla es un monumento arquitectónico mexicano ubicado en el municipio de Yecapixtla, Morelos. Fue construido por la Orden de San Agustín en el siglo XVI. Desde 1994 es considerado Patrimonio de la Humanidad por la Unesco como parte de los Monasterios en las faldas del Popocatépetl.

## Historia
La construcción del Convento de San Juan Bautista se realizó de 1535 a 1541 por la Orden de San Agustín en Yecapixtla, bajo la supervisión del fraile Jorge de Ávila.
En 1994 fue declarado Patrimonio de la Humanidad por la Unesco como parte de los Monasterios en las faldas del Popocatépetl. Tras el sismo del 19 de septiembre de 2017 el convento resultó dañado. Entre las partes afectadas está el rosetón del frontispicio. En diciembre de 2021 el Ayuntamiento de Yecapixtla solicitó el apoyo de la Unesco para concluir los trabajos de restauración.

## Estructura
El monasterio está integrada por el convento, la iglesia, el atrio y cuatro capillas posas. Aunque el edificio fue construido principalmente en estilo renacentista, se destaca del resto de monasterios construidos por la Orden de San Agustín en la región por la amplia cantidad de elementos de la arquitectura gótica presentes en su estructura. Destaca especialmente el rosetón de tres metros de diámetro ubicado en el centro de su fachada, así como tres ventanas de estilo gótico ubicadas en el lateral de la iglesia y la decoración del coro de la misma estructura. En la puerta principal de la iglesia están colocados los escudos de la Orden de San Agustín y de la Orden Franciscana. Mientras que la puerta lateral está decorada con un estilo plateresco. En el patio del convento se encuentra un reloj solar dividido en dos secciones. Una indica la hora antes del mediodía y la otra después del mediodía. La antesala del comedor está decorada con diversas imágenes de santos, incluidos San Agustín.